# Brachydesmus croaticus
Brachydesmus croaticus är en mångfotingart som beskrevs av Pius Strasser 1942. Brachydesmus croaticus ingår i släktet Brachydesmus och familjen plattdubbelfotingar. Inga underarter finns listade i Catalogue of Life.